# 拉姆塞斯2型主戰坦克
拉姆塞斯2型主戰坦克（阿拉伯語： 2 رمسيس ）是泰勒汀大陸汽車公司（英語：Teledyne Continental Motors, TCM）為埃及軍方設計的主力戰車，是一款以T-54主力戰車為基礎開發而成的坦克。該型坦克於2004年至2005年間投入量產；到目前為止已生產425輛。該坦克原本被命名為T-54E主力戰車（「E」是埃及的英文縮寫「Egyptian」）。
嚴格來說，拉姆塞斯2型主戰坦克與T-54坦克並無太大差異；前者僅是後者的升級版本而已。在開發的早期階段中，對T-54坦克的升級僅僅侷限於對火力以及機動性能的提升。不過到了後期階段，該型坦克的防護力也有所改善。拉姆塞斯坦克的車體佈局被修改，用以容納一具與M60A3坦克（M60巴頓坦克是埃及軍隊中數量最多的現役主力戰車）有高度相容性的新引擎，而為了因應這項改變，泰勒汀公司在履帶上增加了一對額外的負重輪。拉姆塞斯坦克使用與埃及的M60A3坦克相同的主炮；除此之外，該型坦克還安裝了精密的射控系統。

## 發展歷史
1984年11月，美國的泰勒汀大陸汽車公司（英語：Teledyne Continental Motors, TCM，已被通用動力公司地面系統部門併購）獲得一份對T-54坦克進行火力及機動性升級的合約。該項升級計畫最初的名稱為T-54E，但稍後被改為拉姆塞斯2型。拉姆塞斯2型的第一輛原型車於1987年1月被送往埃及進行進一步的火力及機動性測試，並於1987年下半年結束。1989年晚期，埃及政府正式與TCM公司簽訂技術服務協議，以繼續支援埃及對拉姆塞斯2型坦克的後續測試，而測試亦於1990年夏季展開。最終，拉姆塞斯2型坦克於2004年至2005年間投產。

## 技術細節
對T-54坦克的修改以及升級使總重量從原本的不足40噸（39.7噸）大幅上升至48噸。這些升級包括了下列項目。

### 射控系統

#### SABCA Titan Mk I型射控系統
SABCA Titan Mk I型雷射導引射控系統被安裝至拉姆塞斯2型主戰坦克上，其中還包含了下列元件：
- 修正過的TL10-T瞄準器，附加一具雷射測距儀
- 一具整合式內目鏡CRT字母數字成像儀
- 一具多重數位處理器
- 一具增強型夜視潛望鏡
- 自動高度大器偵測儀以及控制器
- 新的通訊系統

### 機動性
拉姆塞斯2型主戰坦克的車體被大幅改裝，以容納新的動力元件，其中包含： 
- 一具TCM AVDS-1790-5A渦輪增壓柴油引擎，可輸出908匹馬力（該引擎與M60A3主力戰車使用的引擎有80%的零組件可以通用）
- 一套Renk RK-304傳動系統
- 兩具新的排氣裝置，車體後端左右各一具，用以取代T-54坦克原有位於車體左後方的單排器裝置
- 安裝新的油箱。這也導致拉姆塞斯2型坦克被大幅加長（拉姆塞斯2型坦克的長度比原版的T-54坦克長約一公尺）
- 安裝新的最終傳動裝置
- 安裝新的GDLS 2880型液氣懸吊系統，其中包含：
  - M48式負重輪
  - 惰輪安裝於車體前方
  - 大型驅動鍊齒輪安裝於車體後方
  - 新的履帶支撐輪，並以美式履帶替換原有的俄式履帶

### 火力
- 火力系統的升級包含下列項目：
  - 主炮以及炮塔穩定系統由美商德事隆公司提供
  - 原有的DT-10T 100毫米主炮被替換為已安裝於埃及M60A3主力戰車上的M68 105毫米主炮
  - 原屬於DT-10T 100毫米主炮的後膛閉鎖裝置被保留並修改，而後座系統也被升級
  - 安裝標準型炮口基準系統
  - 105毫米主炮上安裝了一具M60日夜通用探照燈
  - 安裝整合式核子生化防護系統
  - 炮手及駕駛獲得紅外線觀測設備
  - 車長獲得增強形成像儀
  - 安裝雷射測距儀以及電子彈道計算機

### 防護力
- 防護力升級方面主要包含下列項目： 
  - 裝甲防護被增強，並增加裝甲側裙
  - 安裝現代化核子生化增壓系統
  - 安裝新式空氣過濾機
  - 安裝敵火偵測及壓制系統
  - 炮塔兩側分別安裝六具電子煙霧發射器
  - 保留原有的艙門設計
  - 安裝新的炮塔籃

## 使用國
- 埃及
  - 埃及陸軍：目前擁有425輛，未來預計再升級140至160輛。

### 相關的發展型號
- T-54主力戰車
- T-55主力戰車

### 類似的改裝車輛
- TR-85主力戰車
- 阿茲拉主力戰車